# Quarter Pounder
Een Quarter Pounder is een door de McDonald's verkochte hamburger.

## Productbeschrijving
De Quarter Pounder bestaat uit een hamburger met een gewicht van 113,4 gram (iets minder na bereiding), augurk, rauwe ui, ketchup en mosterd. Op de meest gebruikelijke variant, de Quarter Pounder met kaas, worden twee plakjes cheddarkaas toegevoegd.

## Trivia
In sommige landen staat de hamburger bekend als de Hamburger Royale of de McRoyal, of varianten daarvan. Dit thema wordt uitgebreid besproken in de film Pulp Fiction, waarbij de suggestie wordt gewekt dat dit ligt aan het gebruik van het metriek stelsel, waarin de kwart pond een onbekende eenheid is. Overigens staat de Quarter Pounder met kaas in Frankrijk bekend als de Royal Cheese.